# Al-Muharraq
Al-Muharraq (arabisk: محرق; dansk: Asheses sted) er den tredjestørste by i Bahrain med 176.583 indbyggere. Byen ligger nordøst for landets hovedstad Manama på øen Muharraq og er en vigtig havneby og hjemsted for landets internationale lufthavn. Indtil 1923 var Muharraq Bahrains hovedstad, og den er landets vigtigste religiøse centrum. 

## Historie
Byens oprindelse går tilbage til det paradisiske og myteomspundne Dilmun for omkring 5.000 år siden. 300 f.Kr. til 64 f.Kr f.kr kom byen under græsk dominans af Seleukiderne, og Muharraq var centrum for en hedensk kult som tilbad hajguden Awal. 
I det femte århundrede e.kr  blev Muharraq et vigtigt center for den 
kristologiske lære Nestorianismen som dominerede de sydlige kyster ved den Den Persiske Bugt. Nestorianerne blev ofte forfulgt som kættere af Byzantinske Rige|Det Byzantinske Rige, men Bahrain lå i imperiets yderste område, kunne gudstilbedelsen foregå i sikkerhed. Navnene på flere af øen Muharraqs landsbyer i nutiden afspejler denne kristne arv, Al-Dair betyder 'klosteret' og Qalali betyder munkeklosteret.

## Al-Muharraq i dag
Byen er i nutiden kendt for sit traditionelle marked og som en by med traditionel kunst, musik, badestrande, og den kunstige ø Amwaj Islands med mange højhuse og hoteller. 

## Sport
Muharraq er hjemsted for fodboldklubben Al-Muharraq Sports Club, som er Bahrains mest succesfulde fodboldklub med 30 mestertitler og 28 pokalsejre.

## Ekstern henvisninger
- Wikimedia Commons har flere filer relateret til Al-Muharraq
- Officiel hjemmeside